# Ледовый дворец спорта Минской области
«Ледовый дворец спорта Минской области» (бел. «Лядовы палац спорту Мінскай вобласці», ранее — «Минский ледовый Дворец спорта», полное название — Государственное учреждение «Ледовый дворец спорта Минской области») — спорткомплекс в городе Минске, Беларусь.
Основное назначение — проведение матчей по хоккею с шайбой, соревнований по фигурному катанию, шорт-треку и другим ледовым видам спорта. Трибуны расположены Г-образно, вместимость дворца составляет 1823 зрителя. Предусмотрена возможность трансформирования хоккейной коробки в площадку для игровых видов спорта, спортивных единоборств, тенниса, тяжёлой атлетики, гимнастики, бокса, а также в сцену для проведения концертов и других зрелищных мероприятий. В свободное от спортивных мероприятий время ледовая площадка задействована для проведения массовых катаний на коньках.
Возведение арены начинали владельцы хоккейного клуба «Тивали», однако не справились с финансированием и стройка остановилась на уровне фундамента. Завершалось строительство дворца в 1997—1999 годах уже за государственные средства. Объект был введён в эксплуатацию в феврале 1999 года, является коммунальной собственностью города Минска.
Арена ледового дворца являлась домашней площадкой хоккейного клуба «Керамин» выступавшего в белорусской экстралиге, а также базой для хоккейных секций. В апреле 2004 года Минский ледовый дворец спорта принимал матчи чемпионата мира среди юниоров в высшем дивизионе.
В 2005 году был объединён со специализированной детско-юношеской спортивной школой № 12. В 2010 году ледовый дворец хотели присоединить к хоккейному клубу Юность-Минск.
В сезоне 2012/13 в МЛДС проходили матчи ХК «Юность-Минск» в Высшей хоккейной лиге. Впоследствии клуб переехал на Арену «Чижовка».
В 2015 году газета «Прессбол» сравнила ледовые дворцы вместимостью более 500 человек и не являющиеся домашней базой хоккейных клубов. Ледовый дворец спорта Минской области и дворец в Пинске оказались единственно окупаемыми.